# 5-я гвардейская мотострелковая дивизия

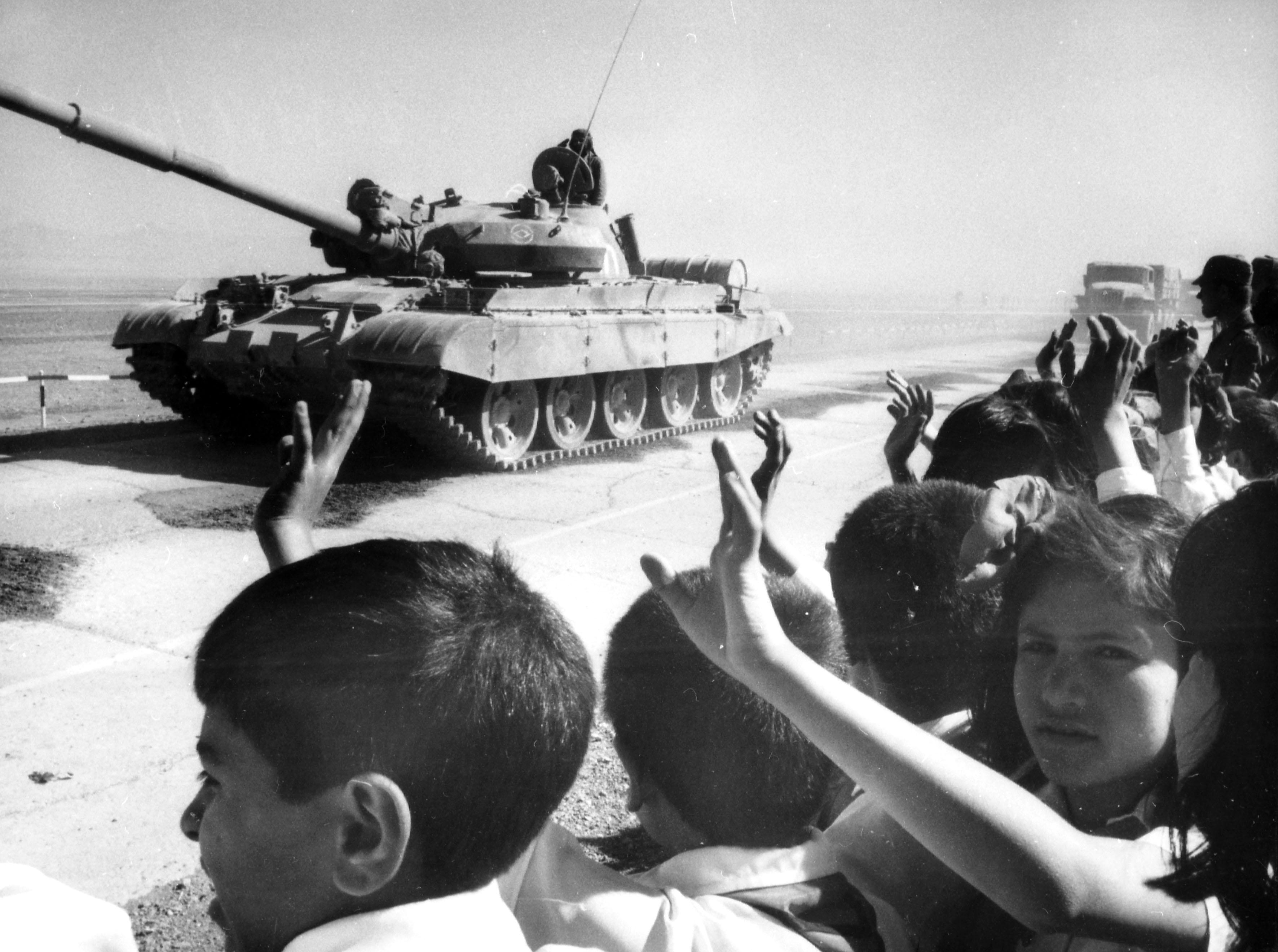
Колонна вооружения и военной техники 24-го танкового полка 5-й дивизии, во время частичного вывода советских войск из Афганистана.
Октябрь. 1986 год

5-я гвардейская мотострелковая Зимовниковская Краснознамённая, ордена Кутузова дивизия имени 60-летия СССР (5 гв.мсд) — мотострелковая дивизия в составе Сухопутных войск Вооружённых Сил СССР и Вооружённых сил Туркмении (в/ч  11904).

## История

### Послевоенный период
Дивизия сформирована 10 июня 1945 года на базе 5-го гвардейского механизированного корпуса, созданного 26 ноября 1942 года на станции Костерёво и бывшего до января 1943 года 6-м МК.
28 июня 1945 года соединение награждено орденом Кутузова II степени. Тогда же корпус преобразован в 5-ю гвардейскую механизированную дивизию.
Механизированные бригады (гв.мехбр) были переформированы в механизированные полки (гв.мп) с сохранением номера, а 24-я гвардейская танковая бригада (24-я гв.тбр) переформирована в 24-й гвардейский танковый полк (24-й гв.тп).
В 1946 году дивизия передислоцирована в Туркестанский военный округ и вошла в состав 1-го Армейского Корпуса (1-й АК), дислоцированного на территории Туркменской ССР.
В 1957 году была проведена реформа по созданию мотострелковых войск, в связи с чем линейные полки дивизии сменили номера:
- 369-й гвардейский мотострелковый полк (369-й гв.мсп) — бывший 11-й гвардейский механизированный полк (11-й гв.мп)
- 371-й гв.мсп — бывший 12-й гв.мп
- 373-й гв.мсп — бывший 13-й гв.мп

25 июня 1957 года 5-я гвардейская механизированная дивизия была переименована в 53-ю гвардейскую мотострелковую дивизию (53-я гв.мсд).
К 1963 году в состав 1-й АК кроме 53-й гв.мсд входили также 15-я танковая дивизия (сменившая в 1965 году название на 78-ю танковую дивизию) и 61-я мотострелковая дивизия. В этом году произошёл обмен полками. Из состава 5-й гв.мсд в состав 78-й тд был включён 369-й гвардейский Пражский орденов Кутузова и Суворова мотострелковый полк. Из состава 78-й тд в 5-ю гв.мсд был передан 101-й мотострелковый полк
11 января 1965 года 53-я гвардейская мотострелковая дивизия была переименована в 5-ю гвардейскую мотострелковую дивизию.

### 12-й гвардейский мотострелковый полк
До января 1985 года в составе 5-й гв. мсд было только два мотострелковых полка — 101-й и 371-й мсп, поскольку 373-й гв. мсп в начале 1980 года был переформирован в 70-ю отдельную гвардейскую мотострелковую бригаду.
С целью усиления частей дивизии в её состав был включён 12-й гвардейский мотострелковый полк, передислоцированный из Прибалтийского военного округа.
12-й гв. мсп ранее входил в состав расформированной 5-й гвардейской мотострелковой Городокской ордена Ленина Краснознамённой ордена Суворова дивизии.
Для развёртывания 12-го гв. мсп были привлечены военнослужащие четырёх военных округов (ПрибВО, КВО, УрВО и ТуркВО).
В военных городках 5-й гвардейской мотострелковой дивизии убывавшей в Афганистан, была развёрнута 88-я мотострелковая дивизия.

### Боевой путь дивизии в Афганистане

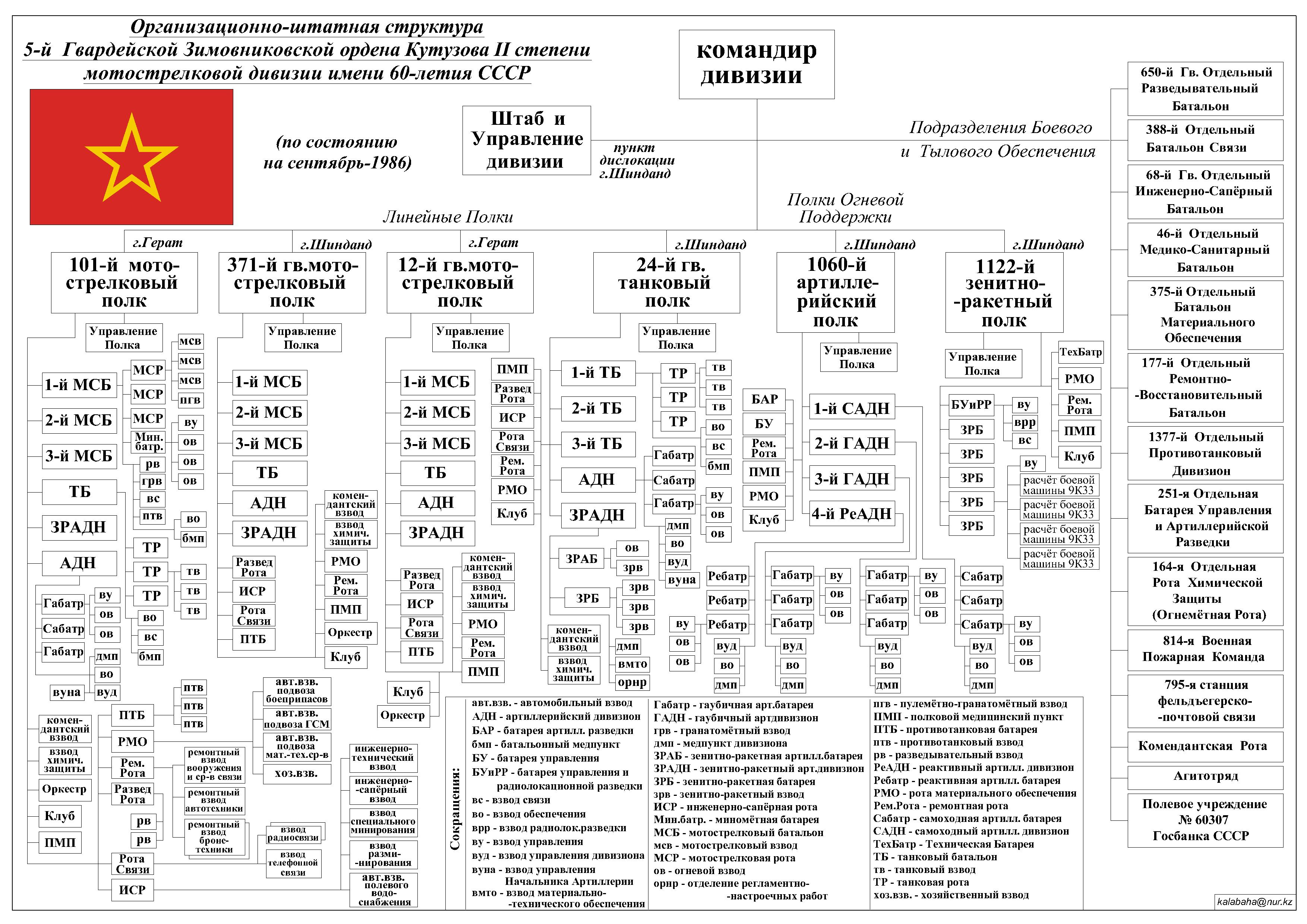
Организационно-штатная структура 5-й гв. мсд на октябрь 1986 года, неофициальная.

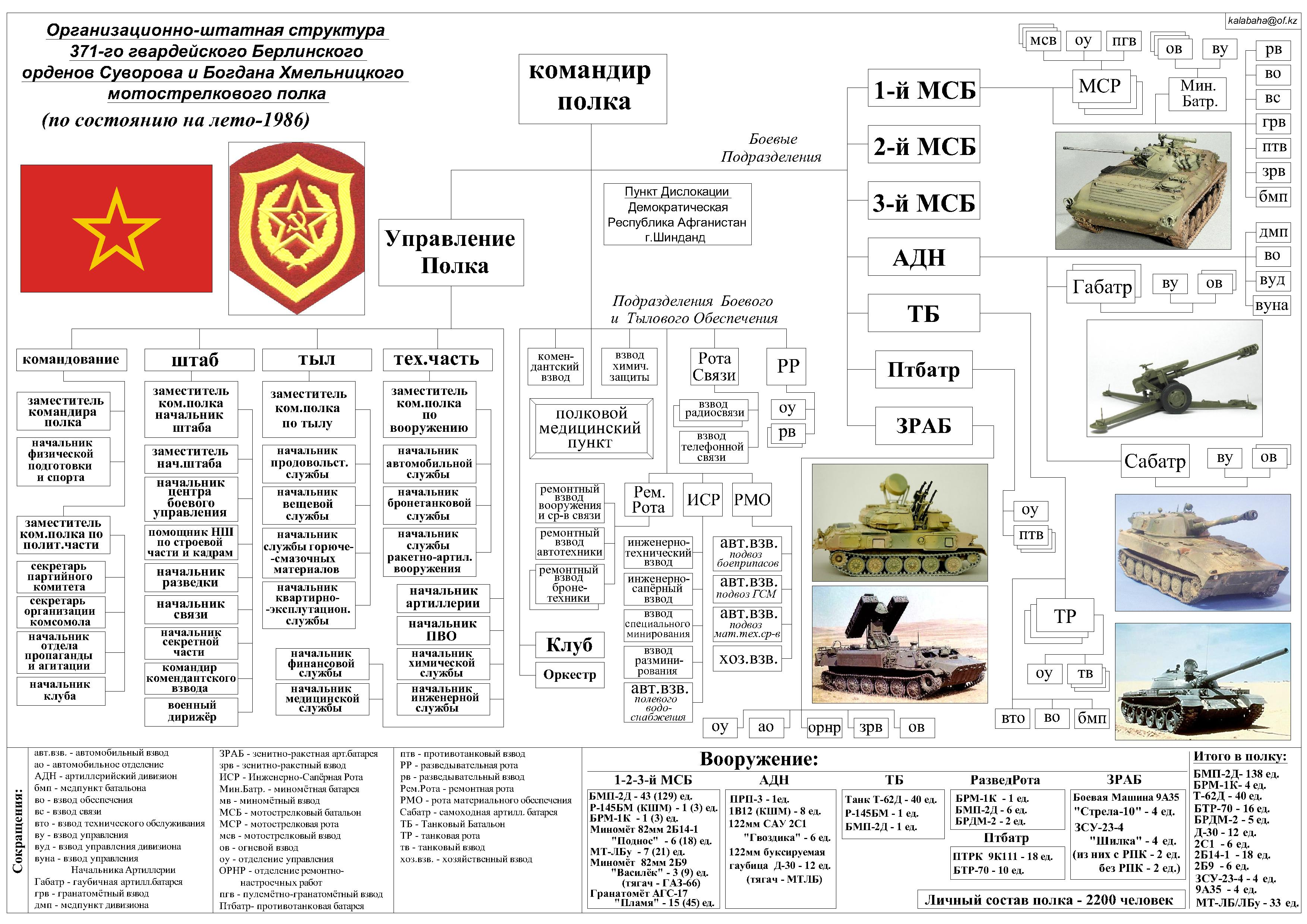
Организационно-штатная структура 371-го гвардейского мотострелкового полка 5-й гв. мсд на лето 1986 года, неофициальная.

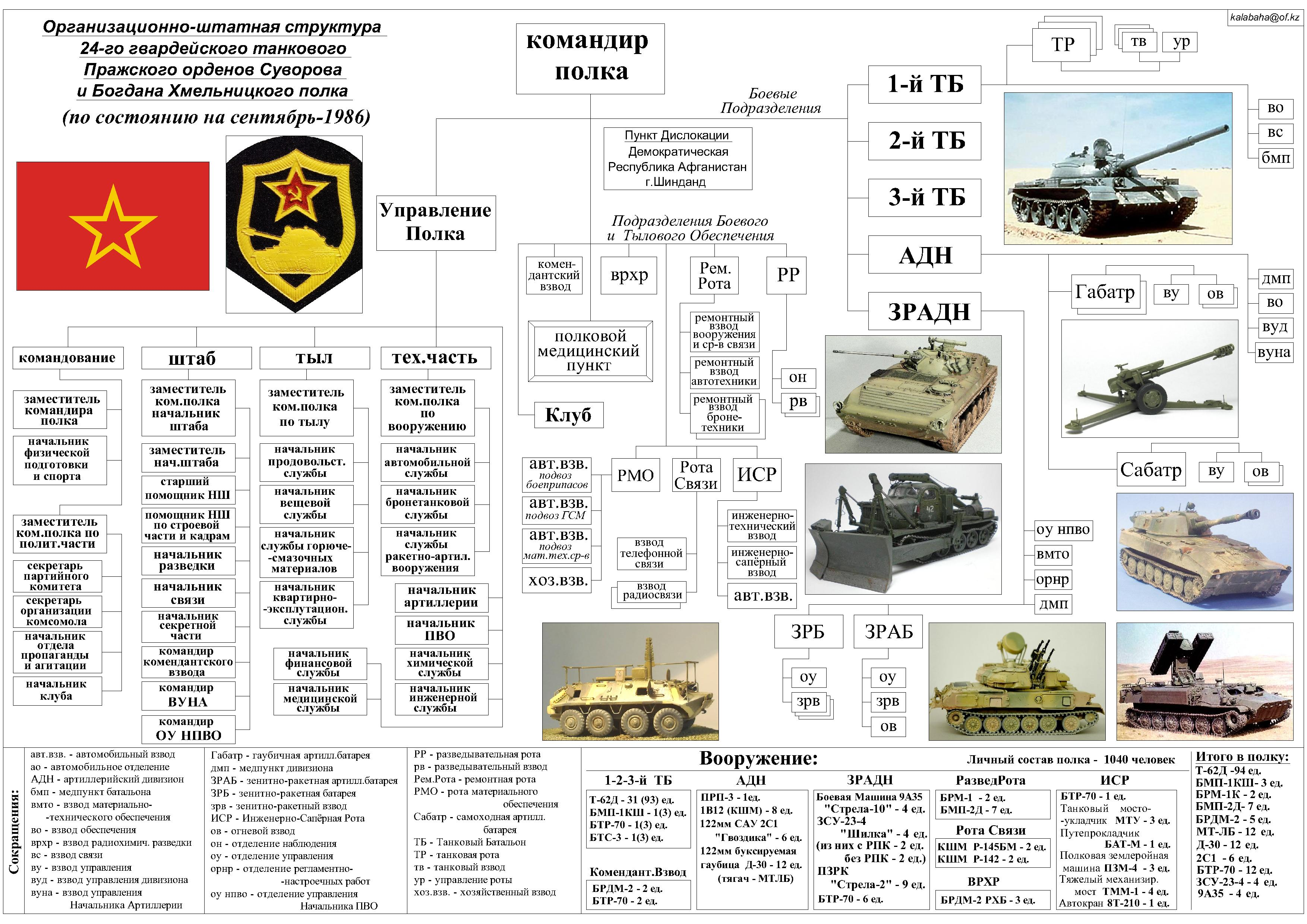
Организационно-штатная структура 24-го гвардейского танкового полка 5-й гв. мсд на сентябрь 1986 года, неофициальная.

В ночь с 27 на 28 декабря из Кушки в Афганистан вошла 5-я гв. мсд (командир генерал-майор Ю. Шаталин) по маршруту Герат — Шинданд. Приданный дивизии батальон 56-й отдельной гвардейской десантно-штурмовой бригады, ещё 26 декабря взял под контроль перевал Рабати-Мирза, между Кушкой и Гератом.
26 декабря 20 часов командир 5-й гв. мсд генерал—майора Шаталин отдал приказ на пересечение государственной границы с Афганистаном. Дивизия выдвигалась из Кушки, Тахта-Базар и Иолотани. В установленное время части 5-й гв. мсд вышли в будущие пункты дислокации возле городов: — Герат, Шинданд, Кандагар, штаб дивизии располагался под Шиндандом. Первые потери составили два человека. Но в самом начале все было довольно мирно. Вспоминает командир дивизии, а в будущем начальник Главного управления Внутренних войск МВД СССР генерал-полковник Юрий Васильевич Шаталин:

Это случилось на рассвете 27 декабря. Удивился: 5 часов утра, а на улицах полно народа с цветами. Оказалось, встречают «шурави», как стали называть нас, советских воинов. Такая же теплая встреча была и в других городах и селениях на севере Афганистана.

С лета 1980 года 5-я гв. мсд начала участвовать в рейдовых боевых действиях против бандформирований. Всего за период афганской войны участвовала в 156 плановых и неплановых боевых действиях.
В октябре-декабре 1981 года, вся 5-я мотострелковая дивизия стала небоеспособной, когда более трёх тысяч человек (более четверти всего личного состава) одновременно заболело гепатитом. Среди заболевших были командир дивизии, большинство офицеров штаба, и двое из четырёх командиров полков.
В 1980—1982 годах дивизией командовал будущий командующий 40-й общевойсковой армии генерал Борис Всеволодович Громов.
В конце августа 1986 года, в зоне ответственности 5 гв. мсд — в районе афгано-иранской границе при посредственном участии трёх её мотострелковых полков: 101-го мсп, 12-го мсп и 371-го мсп а также 650-го разведывательного батальона была проведена операция «Западня», в ходе которой войска разгромили группировку душманов влиятельного на западе Афганистана, полевого командира Исмаил-хана (Туран Исмаила), и овладели стратегическим в регионе укрепрайоном — опорным пунктом и перевалочной базой «Кокари-Шаршари», захватили значительный арсенал — вооружения, боеприпасов и разведывательной документации.
15 февраля 1989 года последнее подразделение 40-й общевойсковой армии и с ним командующий армией генерал-полковник Б. В. Громов покинуло Афганистан. Вывод войск на Западном направлении осуществлялся двумя методами: по воздуху (перевезено — 5142 человека) и наземным путём (6986 человек) 10 колоннами из 4 гарнизонов (Шинданд, Адраскан, Герат, Турагунди). Всего выводилось 49 частей, общей численностью 11 907 человек, 2016 единиц боевой техники, 45 боевых самолётов. Вывод осуществлялся по одному маршруту Шинданд — Турагунди, своим ходом.
За всю Афганскую войну четверо военнослужащих 5-й гвардейской мотострелковой дивизии были награждены звездой Героя Советского Союза, награждено орденами и медалями 12 825 чел. С мая 1988 г. в дивизии согласно Женевским соглашениям началась подготовка выводу частей из Афганистана. Вывод 5-й гв. МСД из гарнизона Шинданд — Герат — Туругунди — Кушка начался согласно графику 29 января 1989 г. последними вышли отдельная разведрота 371-го мсп и отдельная разведрота 101 мсп вывод дивизии завершился 15 февраля 1989 г. Дивизия стала на место постоянной дислокации в г. Кушка. Общие безвозвратные потери дивизии с 27.12. 79 по 15.02.89 г.г. составили: 1135 (из них 910 на боевых) человек.

### В состав5-й гв. мсдвходили
В разные годы пребывания соединения в составе 40-й общевойсковой армии в её состав входили следующие воинские части:
- Управление дивизии (в/ч 51852) — Шинданд[5]. Части и подразделения при штабе дивизии:
  - Агитационно-пропагандистский отряд
  - Комендантская рота
  - Хлебопекарня
  - 795-я станция фельдъегерско-почтовой связи
  - 251-я батарея управления и артиллерийской разведки
  - 814-я военная пожарная команда
  - 582-й банно-прачечный пункт
  - Полевое учреждение Госбанка СССР
  - Отдельная комендантская рота (в/ч 93996)
  - 164-я отдельная огнемётная рота (в/ч 83595) (до марта 1985 — 164-я отдельная рота химической защиты).
- 101-й мотострелковый полк (в/ч 51931) — Герат
- 371-й гвардейский мотострелковый Берлинский орденов Кутузова и Богдана Хмельницкого полк (в/ч 51883) — Шинданд.
- 12-й гвардейский мотострелковый Краснознамённый, орденов Кутузова и Богдана Хмельницкого полк (в/ч 54676) — Герат.
- 24-й гвардейский танковый Пражский орденов Суворова и Богдана Хмельницкого полк (в/ч 71183) — Шинданд.
- 1060-й артиллерийский полк (в/ч 71205) — Шинданд.
- 1008-й зенитный артиллерийский полк (выведен в феврале 1980-го) (в/ч 11237) — Шинданд.
- 1122-й зенитно-ракетный Севастопольский Краснознамённый полк (выведен в октябре 1986-го) (в/ч 57185) — Шинданд.
- 1377-й отдельный противотанковый артиллерийский дивизион (в/ч 83255) — Шинданд.
- 650-й отдельный разведывательный Пражский ордена Александра Невского батальон (в/ч 83260) — Шинданд.
- 68-й отдельный гвардейский инженерно-сапёрный батальон (в/ч 83593) — пос. Адраскан.
- 388-й отдельный батальон связи (в/ч 83588) — Шинданд.
- 307-й отдельный ракетный дивизион (в/ч 71239) — Герат.
- 177-й отдельный ремонтно-восстановительный батальон (в/ч 93986) — Шинданд.
- 375-й отдельный батальон материального обеспечения (в/ч 93981) — Шинданд.
- 46-й отдельный медико-санитарный батальон (в/ч 93977) — Шинданд.

### Дополнение по составу5-й гв.мсдв ОКСВА
Первоначально в составе 5-й гв.мсд, введённой в Афганистан, находился 373-й гвардейский Краснознаменный орденов Кутузова и Богдана Хмельницкого мотострелковый полк, дислоцированный в пос. Адраскан. 1 марта 1980 года на базе полка была сформирована 70-я отдельная гвардейская мотострелковая бригада. Формирование бригады произошло путём реорганизации штатной структуры подразделений и включения в состав бригады 2-го десантно-штурмового батальона 56-й отдельной гвардейской десантно-штурмовой бригады. После переформирования бригада была передислоцирована в г. Кандагар на юг Афганистана.

### После вывода из Афганистана
После вывода из Афганистана в феврале 1989 года 5-я гвардейская мотострелковая дивизия заняла прежние военные городки в которых дислоцировалась до декабря 1979 года. Согласно некоторым источникам 88-я мотострелковая дивизия, занимавшая ранее данные городки, была сведена с 5-й гв. мсд в единое соединение с сохранением номера и регалий 5-й гвардейской дивизии.

### Соединение в Вооружённых силах Туркмении
Точных сведений о преобразованиях 5-й гв. мсд в Вооружённых силах Туркмении не имеется.
Согласно одним источникам после распада Советского Союза 5-я гвардейская Зимовниковская мотострелковая дивизия была переименована в мотострелковую дивизию с почётным именем «Туркменбаши С. Ниязова» с дислокацией в г. Кушка. По другим источникам имя Туркменбаши было присвоено 58-й мотострелковой дивизии дислоцированной в г. Кизыл-Арвате.
Согласно третьим источникам при слиянии 5-й гв. мсд с 88-й мотострелковой дивизией за новым соединением был сохранён порядковый номер 88-й дивизии. В июле 2004 года указом Президента Туркмении 88-я мотострелковая дивизия (по другим данным — 357-я мотострелковая дивизия) дислоцированная в г. Серхетабад (нынешнее название г. Кушка) переименована в 11-ю мотострелковую дивизию имени Солтана Санджара (сельджукский султан, живший в XII веке).

## Командование дивизии
Командиры дивизии
- с 10.06.1945 по октябрь 1945 — генерал-майор танковых войск Ермаков, Иван Прохорович;
- с октября 1945 по 16.04.1946 — генерал-майор танковых войск Скворцов, Борис Михайлович;
- с 16.04.1946 по 15.12.1951 —  генерал-майор танковых войск Кремер, Симон Давидович;
- с 22.02.1952 по 23.10.1957 — генерал-майор танковых войск Стариков, Иван Моисеевич;
- конец 1950-х гг. — полковник, с 18.02.1958 генерал-майор танковых войск Иванов, Михаил Терентьевич;
- с 20.12.1960 по 1.07.1966 — полковник, с 16.06.1965 генерал-майор Борисов, Сергей Михайлович;
- с 1.07.1966 по 22.09.1967 — генерал-майор Самсонов, Евстратий Иванович;
- с 22.09.1967 по 8.09.1969 — полковник, с 25.10.1967 генерал-майор Сорокин, Константин Андреевич;
- 8.09.1969 — ? — полковник, с 22.02.1971 генерал-майор Сазонов, Вадим Николаевич;
- начало 1970-х гг. — полковник, с 25.04.1975 генерал-майор Копылов, Михаил Петрович;
- 1976 — декабрь 1980 — гвардии генерал-майор Шаталин, Юрий Васильевич;
- декабрь 1980 — август 1982 — с февраля 1981 гвардии генерал-майор Громов, Борис Всеволодович;
- август 1982 — август 1984 — с ноября 1981 гвардии генерал-майор Аношин, Геннадий Яковлевич;
- август 1984 — август 1986 — с октября 1984 гвардии генерал-майор Касперович, Григорий Павлович;
- август 1986 — август 1988 — Учкин, Александр Васильевич;
- август 1988—1989 — Андреев, Владимир Васильевич.

## Герои Советского Союза 5 гв.мсд
«За мужество и героизм, проявленные при оказании интернациональной помощи республике Афганистан, указами Президиума Верховного Совета СССР» звания Героя Советского Союза были удостоены воины-интернационалисты:
- Кучкин, Геннадий Павлович — капитан, Герой Советского Союза[10]
- Неверов, Владимир Лаврентьевич — полковник, Герой Советского Союза[11]
- Пугачёв, Фёдор Иванович — капитан, Герой Советского Союза[12]
- Гущин, Сергей Николаевич — капитан, Герой Советского Союза[13]